# Hötjärnen (Älvdalens socken, Dalarna)
Hötjärnen är en sjö i Älvdalens kommun i Dalarna och ingår i Dalälvens huvudavrinningsområde.